# Wysoka (powiat suski)

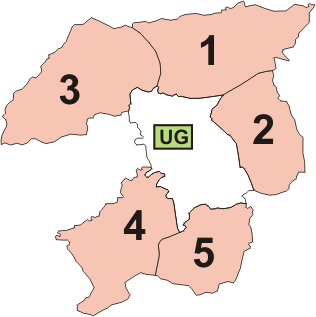
Wysoka (5.) na planie gminy Jordanów

Wysoka – wieś w Polsce położona w województwie małopolskim, w powiecie suskim, w gminie Jordanów. W latach 1973–76 w gminie Spytkowice.
| SIMC    | Nazwa          | Rodzaj    |
| ------- | -------------- | --------- |
| 0432604 | Bednarzówka    | część wsi |
| 0432610 | Dziwiszówka    | część wsi |
| 0432627 | Gwiazdoniówka  | część wsi |
| 0432633 | Kubinkówka     | część wsi |
| 0432640 | Maciaszkówka   | część wsi |
| 0432656 | Magierówka     | część wsi |
| 0432662 | Mierniczakówka | część wsi |
| 0432679 | Mrowcówka      | część wsi |
| 0432685 | Nad Stawami    | część wsi |
| 0432691 | Piotrówka      | część wsi |
| 0432700 | Salawówka      | część wsi |
| 0432716 | Sarnówka       | część wsi |
| 0432722 | Szczyptówka    | część wsi |
| 0432739 | Świdrówka      | część wsi |
| 0432745 | Teprówka       | część wsi |
| 0432751 | Za Dział       | część wsi |

W latach 1975–1998 miejscowość należała administracyjnie do województwa nowosądeckiego. Wieś położona jest na wysokości około 525 m n.p.m. na płaskim wzniesieniu w zakolu Skawy.

## Historia
Pierwsze wzmianki o Wysokiej pochodzą z 1581 roku, kiedy to stanowiła ona własność wojewody kaliskiego Kacpra Zebrzydowskiego.
Na początku II wojny światowej wieś stanowiła miejsce zaciętych walk wojsk polskiego Korpusu Ochrony Pogranicza z Niemcami. W dniach 1–3 września 1939 roku w rejonie Wysokiej i pobliskiego Jordanowa rozegrała się jedna z największych bitew początkowej fazy kampanii wrześniowej. Oddziały Korpusu Ochrony Pogranicza i dowodzona przez pułkownika Stanisława Maczka 10 Brygada Kawalerii wspomagana przez miejscowych ochotników, skutecznie stawiały opór nacierającym oddziałom niemieckiej 2 Dywizji Pancernej. Pomimo przygniatającej przewagi sił niemieckich zdołano utrzymać pozycję na tyle długo, aby uniemożliwić oskrzydlenie wycofujących się jednostek Armii Kraków. W odwecie za pomoc mieszkańców wieś została spacyfikowana. Pamiętną bitwę upamiętnia pomnik oraz ślady umocnień.
6 września 1946 roku Prezydium Krajowej Rady Narodowej odznaczyło wieś Wysoka za pomoc okazywaną oddziałom Wojska Polskiego w walce z Niemcami we wrześniu 1939 roku Krzyżem Grunwaldu III klasy.

## Zabytki
Obiekty wpisane do rejestru zabytków nieruchomych województwa małopolskiego.
- Założenie ogrodu dworskiego z parkiem krajobrazowym;
- dwór.
Dwór obronny z XVI wieku. W jego wnętrzu zachowało się XVII-wieczne sklepienie kolebkowe z lunetami. Dwór został odrestaurowany i stanowi obecnie siedzibę Bractwa Lutniowego, które organizuje tutaj koncerty muzyki dawnej.

## Religia
20 maja 2007 ks. kardynał Stanisław Dziwisz wydał dekret erygujący parafię Nawiedzenia Najświętszej Maryi Panny w Wysokiej. Wieś w ten sposób odłączyła się od parafii w Jordanowie.

## Osoby związane z miejscowością
- Józef Stolarczyk, pierwszy proboszcz parafii w Zakopanem.